# Eva (romanzo)
Eva è un romanzo di Giovanni Verga scritto e pubblicato nel 1873 a Milano dall'editore Treves.
Quello che rappresenta la novità del romanzo, apparso a Milano nel 1873, è il personaggio femminile che il Verga, come scrive Giovanni Croci,«disegna, mostrandosi già scrittore avveduto, con una scioltezza di tratto, con una asciuttezza e verità di toni davvero sorprendenti».

## Trama
Durante un veglione in maschera che si tiene a La Pergola di Firenze, un arlecchino, un povero pittore di nome Enrico Lanti arrivato dalla Sicilia per trovar fortuna, scommette con alcuni giovani che riuscirà a baciare una bella mascherina. Si reca in seguito sul palco e inizia a raccontare, ad un suo amico scrittore che ha incontrato casualmente, il suo amore per la maschera che vuole baciare. Si tratta di Eva che si guadagna la vita facendo la ballerina di lusso e della quale Enrico si è follemente innamorato (figura della "ballerina", che rappresenta il modo in cui l'arte, nel mondo moderno, è costretta a piegarsi ai gusti poco raffinati del grande pubblico.)  Eva lo ricambia pur continuando a condurre la sua vita spregiudicata. Quando però si rende conto che il giovane è tormentato dalla gelosia, decide di dividere con lui le privazioni e lasciare la sua vita. Ella si renderà però presto conto che, perduti gli splendori tra i quali Enrico l'ha conosciuta, ha perso per lui ogni attrazione e quindi, senza drammi ma con molto realismo, dopo avergli scritto una lettera equilibrata e lucida, lo lascia e ritorna alla vita di prima.
Enrico, dopo i primi tempi di sofferenza, si riprende e presto riesce ad affermarsi come pittore ottenendo la gloria e l'agiatezza che desiderava. Il giovane viene così ripreso dal desiderio di riconquistare la donna ma non riesce perché Eva ha un amante. Enrico lo sfida a duello ferendolo e alla fine, nuovamente povero, ammalato di tubercolosi, piena la mente del ricordo della donna e infelice per il proprio fallimento, muore al suo paese nella casa paterna.

## Edizione
Autore: Giovanni Verga, Prima edizione originale: 1873, Genere: romanzo sentimentale, Giovanni Verga. Una peccatrice. Storia di una capinera. Eva. Tigre reale, Oscar Mondadori, Milano, 1980